# Хомяково (городской округ город Тула)
Хомяково — деревня в Тульской области России.
В рамках организации местного самоуправления входит в городской округ город Тула, в рамках административно-территориального устройства — в Октябрьский сельский округ Ленинского района Тульской области.

## География
Расположена в 19 км к северу от областного центра, города Тула (по прямой от Тульского кремля).

## Население
| 2002 | 2010 |
| ---- | ---- |
| 132  | ↘119 |

## История
До 1990-х гг. деревня была частью Октябрьского сельского совета Ленинского района Тульской области, с 1997 года — Октябрьского сельского округа.
В рамках организации местного самоуправления с 2006 до 2014 гг. деревня входила в Рождественское сельское поселение Ленинского муниципального района. С 2015 года входит в Зареченский территориальный округ в составе городского округа город Тула.